# Benz Elegant
Der Benz Elegant war der Nachfolger des kleinen Benz Patent-Motorwagens Ideal. Erstmals hatte ein Fahrzeug von Benz den Motor vorne eingebaut.
Die Wagen waren ausschließlich mit Viertakt-Einzylindermotoren ausgestattet. Der Motor hatte 1090 cm³ Hubraum (Bohrung × Hub = 115 mm × 110 mm) und leistete 5–6 PS (3,7–4,4 kW).
Die Wagen hatten Holzspeichenräder mit Vollgummi- oder Luftreifen und Starrachsen mit Vollelliptik-Blattfedern. Sie waren mit einem vierstufigen Vorgelegegetriebe mit Rückwärtsgang ausgestattet, das mit Ketten zu beiden Hinterrädern verbunden war. Zwischen 40 und 45 km/h Fahrgeschwindigkeit konnten höchstens erreicht werden.
Es gab verschiedene zwei- und viersitzige Aufbauten, z. B. Elegant, Elegant Tonneau und Elegant Phaeton. Der Phaeton kostete 7500 ℳ.

## Quelle
- Werner Oswald: Mercedes-Benz Personenwagen 1886–1986. 4. Auflage. Motorbuch Verlag, Stuttgart 1987, ISBN 3-613-01133-6, S. 33–35.